# Грибов, Сергей Михайлович
Серге́й Миха́йлович Гри́бов (17 мая 1969) — советский и российский футболист, полузащитник и защитник.

## Биография
Начал карьеру игрока в 1987 году в ФК «Сталь» Чебоксары, игравшем во второй лиге СССР. В 1989 году провел во второй лиге 15 игр за куйбышевскую команду ШВСМ—СКА. В том же сезоне перешёл в куйбышевские «Крылья Советов». За 9 сезонов сыграл 186 матчей, из них в высшей лиге — 93. Чемпион РСФСР в 1991 г. В 1998 перешёл в клуб «Носта» Новотроицк. В 1999 году закончил карьеру игрока в ФК «Крылья» из Чебоксар, выступавшем на первенстве республики.
В 2005 году баллотировался на выборах депутатов Чебоксарского городского Собрания депутатов четвёртого созыва. С 2014 по 2016 г. работал директором в БОУДО «ДЮСШ по футболу» Минспорта Чувашии.